# Valerij Legasov
Valery Alekseevich Legasov (ryska: Валерий Алексеевич Легасов), född 1 september 1936 i Tula, död 26 april 1988, var en sovjetisk kemist inom Oorganisk kemi och medlem av Ryska vetenskapsakademin.
Från 1983 fram till sin död var Legasov ordförande för kemiinstitutionen vid Moskvas statliga universitet. Han blev fullvärdig medlem av den ryska vetenskapsakademin 1981.

## Tjernobyl
Efter Tjernobylolyckan den 26 april 1986 började Legasov leda en kommitté som bildats för att undersöka orsaken till katastrofen och planera förstörelsen av dess skador. Han var öppen med resultaten och rapporterade aktivt till regeringen om situationen i området. Han tvekade inte heller att tala med andra forskare och pressen om säkerhetsriskerna med det förstörda kraftverket och uppmanade till omedelbar evakuering av hela Prypjatregionen. I augusti 1986 presenterade han kommitténs rapport vid ett särskilt möte med Internationella atomenergiorganet i Wien.
Legasovs öppna och självsäkra attityd orsakade dock en hel del förbittring i hans hemland. Den sovjetiska regeringen gillade inte hans öppenhet. När hans namn 1986 och 1987 två gånger stod på slutlistan för titeln Hero of Socialist Labor, avslogs hans kandidatur båda gångerna.
Eftersom Legasov själv hade utsatts för stora stråldoser från Tjernobylolyckan började han känna förändringar i sin hälsa och depression. Han begick självmord 1988 i Moskva. Han lämnade efter sig ett ljudband med alla okända fakta om olyckan.
År 1996 tilldelade president Boris Jeltsin honom postumt titeln Ryska federationens hjälte.
I miniserien Chernobyl från 2019 är Legasov en av huvudrollerna och porträtteras av Jared Harris.

## Utmärkelser
- Sovjetunionens statliga pris[7]
- Arbetets Röda Fanas orden[7]
- Leninpriset[7]
- Ryska federationens hjälte
- Leninorden[2]
- Oktoberrevolutionsorden[7]
- Medalj "för tapperhet i arbetet"

[Redigera Wikidata]